# マダム・セクレタリー
『マダム・セクレタリー』（Madam Secretary）は、2014年から2019年に放送されたアメリカ合衆国の政治ドラマ。企画はバーバラ・ホール、製作総指揮はロリー・マクリアリーとモーガン・フリーマン。主演はティア・レオーニで、アメリカ合衆国国務長官に就任した元CIA分析官エリザベス・アダムス・マッコードを演じる。2014年9月21日より全22話の第1シーズンがCBSで放送開始された。2015年1月12日、『マダム・セクレタリー』の第2シーズンへの更新が決定した。2019年に最終第6シーズンで終了した。

## キャスト

### メイン

#### 合衆国国務省
エリザベス・アダムス・マッコード
演 - ティア・レオーニ、日本語吹替 - 五十嵐麗
アメリカ合衆国国務長官（-S5）→アメリカ合衆国大統領（S6-）。元アメリカ中央情報局の情報分析官で3人の子供の母親。バージニアで牧場を持ち、ヘンリーと同様、教鞭もとっていた。ある日昔の同僚と食事をしていたところ、国務長官機がフロリダ沖で墜落したことを知る。翌朝、大統領の直接訪問を受けて国務長官職を打診される。シーズン1では長官職についた矢先、ジョージから、前任者についての不穏な情報を聞かされるが、直後にその友人は交通事故で死んでしまう。しかし、その交通事故に不信感を抱いたベスは、やがてアメリカとイランとの間に渦巻く陰謀へ巻き込まれていく（S1）。シーズン2では、エアフォース・ワンが何者かにハッキングされ、通信が途絶し、大統領と連絡が取れなくなった為、アメリカ合衆国憲法修正第25条を発動し、臨時大統領となった。
後にコンラッドの意思を継いでアメリカ初の女性大統領となる（S6-）が突如から弾劾の危機に直面することとなる。
ブレイク・モラン
演 - エリック・バーゲン、日本語吹替 - 石黒史剛
エリザベスの部下。国務長官秘書。元金融マン。バイセクシャルを国務長官にカミングアウトした。ベスの大統領就任後は、大統領の秘書をしている。
デイジー・グラント
演 - パティーナ・ミラー、日本語吹替 - 木村香央里
報道官。国務省に潜入していたCIAの職員グエゴ・ガルシアとの間に娘を持つが、父親はデイジーの妊娠を知る前に、殺害されてしまった。シーズン6では、大統領報道官となるが、議会委員会の審議にかけられた選挙中の問題により、引責辞任させられる。
マット・アサド・マホーニ
演 - ジェフリー・エアンド
スピーチライター。イスラム教徒。シーズン1で、ヘンカシュ諸島における日中の排他的資源に関する国際合意を取り持った際、少しだが日本語で電話応対をしている。
ジェイ・ホイットマン
演 - セバスチャン・アーセラス、日本語吹替 - 西健亮
上級政策顧問（-S4）→国務長官首席補佐官（S4-）。クロエという、幼い女の子がいる。シーズン6では、公務を引退していたが、最終回でワシントンDCへ戻ったことを知ったベスが、ラッセルの辞任で空席になっていた大統領首席補佐官にジェイを迎えている。
ナディーン・トリバー
演 - ビビ・ニューワース、日本語吹替 - 宮寺智子
国務長官首席補佐官（-S4）。前任の国務長官との間で親密な関係を持ち、陰謀に加担させらていた（S1）。後に息子と和解し、息子夫婦と息子の彼女との間に出来た子供と暮らす為、国務省を退官した（S4）。後任はジェイが担当している。
キャット・サンドバル
演 - サラ・ラミレス、日本語吹替 - 斎賀みつき
ジェイの後任の上級政策顧問（S4-）。ジェイにLGBTQであることを告白した。ブレイクと同様、ベスが直接雇用したスタッフ。
クッシング
演 -
国務副長官。前長官が事故死した際は、短期間ではあるが長官代理を務めた。
ビンセント・マーシュ
演 -
前国務長官。イランとの間で協議されてきた和平合意を信用できず、CIAとともに同国でのクーデターを画策した人物。しかし、計画に不安を覚えて寝返ると考えた他の仲間らによって事故死に見せ掛けて暗殺された。
マイケル・バーナウ（マイクB）
演 - ケビン・ラーム
ベスが直接雇用した個人的な政界のアドバイザー。ベスの大統領就任後は100日間に限り、大統領首席補佐官を務めた。ゴードンという名の愛犬がいたが、ベスの国務長官辞任と次期合衆国大統領選挙への立候補に前後して脳腫瘍により、亡くなった。
他、ベスの長官引退後の国務長官、ピーター・ハリマン国連大使、ブレイクの後任の長官秘書について記載する。

#### ホワイトハウス
コンラッド･ダルトン
演 - キース・キャラダイン、日本語吹替 - 仲野裕
アメリカ合衆国大統領。元アメリカ海兵隊であり、CIA長官も努めた。エリザベスのかつての上司。一度は、政策への食い違いから、政党に見放され、一期目で終わるとこであったが、ベスのアドバイスから無所属で立候補し、見事当選した（S3）。シーズン4では、脳腫瘍を診断され、それが前頭葉を圧迫し、人格が変貌したことで理性を失いかけ、ロシアを核で挑発し、ロシアの早期警戒衛星の撃墜命令を出し、反対する国防長官を罷免したが、ベスやラッセルの説得で病気を克服（S4）、長官を再起用し、三選禁止の原則に則り、後をベスに託した。
ラッセル･ジャクソン
演 - ジェリコ・イヴァネク、日本語吹替 - 根本泰彦
アメリカ合衆国大統領首席補佐官。ダルトンが、2期目を無所属で出馬した際は、20年仕えてきた党に背を向け、ダルトンを推した。シーズン6では首席補佐官を降りたがっていたマイクBに代わり、首席補佐官に復帰するが最終回で、長年の政治漬け生活が仇となり妻との仲に亀裂が入った為、政界から足を洗い、妻を優先にする決断を下す。
テリーサ・ファウスト
演 -
アメリカ合衆国副大統領。
エフレム・ウェア
演 - クリフトン・デイビス
国家情報長官。
オリヴァー・ショウ
演 - コビ・リビイ
アメリカサイバー軍のスタッフ。
ロニー・ベイカー
演 - ジャスティン・ルーペ
アメリカサイバー軍の大尉。マットと交際していたが、別れた。
エレン・ヒル
演 - ヨハンナ・デイ
アメリカ軍の提督（大将）。アメリカ軍統合参謀本部議長→国家安全保障問題担当大統領補佐官。息子で空軍士官のアンドリューがいる。
ゴードン・ベッカー
演 - マイク・ペニウスキー
アメリカ合衆国国防長官。睡眠障害がある。大統領が脳腫瘍によって、人格変貌した際には、解雇されかけたが、その後、復職している。

#### マッコード家
ヘンリー・マッコード
演 - ティム・デイリー、日本語吹替 - 速水奨
ベスの夫。宗教学者。ホワイトハウス倫理顧問。元海兵隊の戦闘機パイロット。シーズン2からは、アメリカ国家安全保障局やCIAなど当局の任務に協力している。シーズン2では、安全保障局から国防大学での教鞭を頼まれる。ただし、裏向きにはロシア陸軍から留学している生徒のリクルート（スパイの獲得）であった。やがて、ヘンリーはディミトリーの担当官（エージェント）となったことで、深く翻弄されることになる。
後にアメリカ初のファースト・ジェントルマンとなる。
ステファニー・マッコード
演 - ウォリス・カリー＝ウッド、日本語吹替 - 那須有
ベスとヘンリーの娘（長女）。愛称はスティーヴィー。母親が国務長官になったことで、大学での環境の変化に馴染めず、中退する。後にラッセルのもとでインターンとして働く。ディミトリーとは、父親の紹介で繋がり、後に交際することで、自身も危険な状況に置かれるが、シーズンを通して乗り切り、最終回で結婚、ホワイトハウス挙式をする。
アリソン・マッコード
演 - キャサリン・ヘルツァー、日本語吹替 - 中村カンナ
ベスとヘンリーの娘（次女）。スタイリストになる夢を持っており、ブログや動画サイトで自身の価値観を若者と共有する。
ジェイソン・マッコード
演 - エヴァン・ロー、日本語吹替 - 本橋大輔
ベスとヘンリーの息子（長男・末っ子）。自称、無政府主義者。
ウィル・アダムス
演 - エリック・ストルツ
エリザベスの弟。医師。元は海外の難民キャンプで活動していた。医師であるが故に忙しさから、家族仲に問題を抱えている。

### 情報機関
ジョージ
演 - ウィリアム・サドラー
CIA中東担当デスク（S1）。
前任の国務長官ヴィンセント・マーシュについて、フロリダ沖で長官機が墜落したとき、ベネズエラへ渡航しようとしていたことや、マーシュがベネズエラへは資金洗浄などといった汚職疑惑に関係していることを、危険を犯しつつベスへ伝えた。しかし、直後、単独の交通事故により死去している。後にベスが事故死に隠れた陰謀を暴く。
ジュリエット・ハンフリー
演 - ニラジャ・サン、日本語吹替 - 反町有里
CIA所属（S1）。ベスの昔の同僚。ジョージやイザベルとも友人。マーシュ長官やジョージの事故死にマンシー長官とともに加担した。幼い子供がいる。
イザベル・バーンズ
演 - マリン・ヒンクル
CIA所属。ベスの昔の同僚。ジョージやジュリエットとも友人。ジョージの事故死をきっかけとしてジョージがベスに伝えた情報を元に個人的に捜査を開始した。やがてコンラッドらも巻き込み、CIAが企てた陰謀を暴き出す。
アンドリュー・マンシー
演 - パトリック・ブレン、日本語吹替 - ケンコー
CIA長官（S1）。ジュリエットやマーシュとともに陰謀に加担し、自殺した。
ディミトリー・ペトロフ
演 -
元ロシア連邦陸軍大尉（S2）。姉の病気を治療してもらう代わりに、アメリカ側の協力員（スパイ）となる。元はディミトリーと一緒に国防大学へ留学していたイヴァンをリクルートする計画であったが、安全保障局が彼の性的趣向に弱みをつけようとしていたことや、彼が自殺したこともあり、ヘンリー自らが、ディミトリーを推した。後にこのことがきっかけで、ヘンリーを始めマッコード家はディミトリーと深く関わるようになる。
シーズン3からは、身分を偽装する目的で、本名を機密扱いとし、アレクサンダー・ミノロフを名乗っていたが、後の米ロ条約と恩赦により機密解除された。シーズン4では、CIAの特別行動部に所属する。最終回ではディミトリーがスティーヴィーと結婚し、ホワイトハウスで挙式する。
ジェーン・フェローズ
演 - ジル・ヘネシー、日本語吹替 - 大南友希
安全保障局のヘンリーの同僚（S2）。統合特殊作戦コマンドに所属していた。後に、ホワイトハウス直属の対テロ情報捜査機関のメンバーとして、ヘンリーやホセと共にテロ組織の壊滅を目指す。
ホセ・カンポス
演 -
元特殊部隊の隊員。ジェーンやヘンリーとともに、ホワイトハウス直属の対テロ情報捜査機関のメンバーとしてテロ組織の壊滅に関与する。アフガンへ渡り、現地で対テロ捜査に関わったときは、重症を負い生死を彷徨ったが、ヘンリーやジェーンに助けられる。カトリックである。
他、CIA特別行動部のメンバー、マーシュ後任のCIA長官について記載する。

#### 他国政府
チェン・ミーン
演 - フランシス・ジュエ
中華人民共和国の外務大臣。ベスとは、政治的立場がある為、対立しているように見えるが、お互い子供の親であることもあり、より良き未来の為、協力することもある。敵対的国家の外相としては、イランのジャバニ外相と同様、ベスが最も信頼する政治家である。
リー
演 -
中華人民共和国国家主席。
コンスタンティン・アヴドニン
演 -
ロシア連邦の外務大臣。
サルニコフ
演 -
ロシア連邦大統領。
マリア・オストロフ
演 - アンジェラ・ゴッツ
ロシアの前大統領。前大統領夫人。前大統領の死去にあたって、そのまま就任した。しかし、前大統領の死去は、マリアによる殺害であり、政治工作に他ならなかった。だが、マリアはジュネーヴで行われた米ロの会談]の最後で過激派によるロケット弾の攻撃を受け、死亡した。
アントン・ゴレフ
演 - ヨルゴ・コンスタンティン
ロシアの前外務大臣。オストロフ大統領の死去後、アメリカはマリアの対立候補としてゴレフ大臣を裏から援護したが、政変の最中、側近によって暗殺されてしまう。
ジャヘッド・ジャバニ
演 - ウスマン・アリー
イラン・イスラム共和国の外務大臣。初登場時は、イラン国連大使で後に外相となる。ベスがCIA時代、ジャバ二のことを「ボーイ・フレンド」といった。これは、「目を付けた」という意味で、アメリカ側の協力者に仕立てようとしてたかのような印象がある。シーズン1のラスト、エリザベスが一部のCIA局員による陰謀により、イランで近くクーデターが起こる事実を突き止め、それを警告する為、極秘裏に同国のジャバニ大臣を訪ねたが、そこでちょうどクーデターが発生し、ジャバニの邸宅が攻撃を受けた際、死亡した。敵対国家としては、中国のチェン大臣と並んでベスが最も信頼をおいている政治家である。
シラーズ
演 -
イランの大統領。
コズル
演 -
トルコ共和国の大統領。
ウズン
演 -
トルコの外務大臣。
アーリフ
演 -
イラク共和国の首相。
他、6大大陸から多数の国家元首、首相、政府高官、地域指導者が登場する。

#### 過激派（敵対勢力）
ISIL
実在のテロ組織。
ヒズボラ
実在のテロ組織。
アル・シャバブ
実在のテロ組織。
アルカイーダ
実在のテロ組織。
ヒズブ・アルシャヒド
架空のテロ組織。アメリカ国内に放射性爆弾を持ち込み、アメリカ人の死傷者を複数出し、ヘンリーを汚染させたテロ組織。この為、ヒズブ・アルシャヒド専門のチームとして、ホワイトハウスは上述の対テロ情報捜査機関を設置し、ヘンリーやジェーンらと共にテロ組織の壊滅に乗り出した。
他、アメリカ国内のキリスト教系カルト教団や中南米の麻薬カルテルが敵対勢力として登場する。

#### 国内の関係者
カルロス・モレホン
演 - ホセ・ズニーガ
上院議員。議会八人衆のひとりだったが、後にベスが大統領となった際、副大統領となった。世間では、政敵として扱われてきたが、地雷禁止条約やテロ防止など、ときに愛国心から協力を惜しまない面もある。
タリア・ペトロフ
演 -
ディミトリーの姉。ディミトリーが自身の治療を取引にスパイを引き受けて、その結果として弟がロシアに拘束された経緯がある為、それに恩を感じ、スティーヴィーがホワイトハウスで攻撃に遭遇し、負傷したときは、アラスカに移動させられ、接触禁止となっていたディミトリーに代わってスティーヴィーの安全を影から確認している。
ハリソン・ダルトン
演 - ジェイソン・ラルフ
コンラッドの息子。ヘロインを常習する薬物中毒者。スティーヴィーと交際していた時期がある。リハビリはしているが、なかなか治らない。
他にも、上院外交委員会のメンバーや州知事などが、それぞれの立場から登場する。

### ゲスト
S5E1『多から成る一つ』では、コリン・パウエル（吹替：長克巳）、ヒラリー・クリントン（吹替：一柳みる）、マデレーン・オルブライトの3人が、そろって本人役で出演し、世界の多様性についてベスに対し、助言を行っている。

## エピソード
| シーズン | シーズン | 話数 | 話数 | 放送期間      | 放送期間      |
| シーズン | シーズン | 話数 | 話数 | 初回放送      | 最終回放送    |
| -------- | -------- | ---- | ---- | ------------- | ------------- |
|          | 1        | 22   | 22   | 2014年9月21日 | 2015年5月3日  |
|          | 2        | 23   | 23   | 2015年10月4日 | 2016年5月8日  |
|          | 3        | 23   | 23   | 2016年10月2日 | 2017年5月21日 |
|          | 4        | 22   | 22   | 2017年10月8日 | 2018年5月20日 |
|          | 5        | 20   | 20   | 2018年10月7日 | 2019年4月21日 |
|          | 6        | 10   | 10   | 2019年10月6日 | 2019年12月8日 |